# Le Matin des dinosaures
Le Matin des dinosaures est le quatorzième roman de la série Les Conquérants de l'impossible écrite par Philippe Ébly. Ce roman est paru pour la première fois en 1982 chez Hachette dans la collection Bibliothèque verte. 

## Résumé
En vacances dans les Pyrénées, Serge, Xolotl et Thibault découvrent l'existence d'une expérience scientifique préparée par le professeur Martigny. Celle-ci consiste à découvrir comment l'humanité pourrait survivre à une Terre devenue inhabitable par manque d'oxygène. 

## Les différentes éditions
- 1982 : Hachette, coll. : Bibliothèque verte, cartonné, texte original. Illustrations de (inconnu). 185 p.  (ISBN 2-01-008305-9),  (EAN 9782010083051)
- 1986 : Hachette, coll. : Bibliothèque verte, cartonné (série au dos hachuré), texte original. Illustrations de Arias Crespo (couverture) et Yvon Le Gall. 185 p.  (ISBN 2-01-008305-9)
- 1988 : Hachette, Bibliothèque verte, no 105, poche souple, texte original. Illustrations de Richard Martens. 155 p.  (ISBN 2-01-013887-2)
- 1994 : Hachette, coll. : Bibliothèque verte, cartonné (série au dos hachuré), texte original. Illustrations d'Erik Juszezak. 221 p.  (ISBN 2-01-209261-6),  (EAN 9782012092617) Texte sur Gallica
- 2004 : Degliame, coll. : Le Cadran bleu no 40. Illustrations de (inconnu), 153 p. (ISBN 2-914088-46-9),  (EAN 9782914088466)